# アンリーシュド
アンリーシュド（Unleashed）は、スウェーデン出身のデスメタル・バンド。
母国のデスメタル・シーンに影響を与えた先駆者として知られている。ヴァイキング文化、キリスト教伝来以前の世界への回想、北欧神話の伝承などをテーマにしたスタイルが特徴。

## 経歴
1989年、ジョニー・ヘッドルンド（元ニヒリスト）を中心にストックホルムで結成。
1991年、センチュリー・メディア・レコードからファースト・アルバム『Where No Life Dwells』をリリースしデビュー。
1992年に、セカンド・アルバム『Shadows in the Deep』をリリース。さらに3作のアルバムを発表した1997年以降から活動を休止。
2002年、アルバム『Hell's Unleashed』をリリースし、ライブ活動を再開。
2004年のアルバム『Sworn Allegiance』リリース後に長年所属したセンチュリー・メディアを離脱。SPV傘下のレーベル・Steamhammerに移籍。2006年の移籍後初となるアルバム『Midvinterblot』をリリース。
2010年、大手レーベル・ニュークリア・ブラストに移籍し、10枚目の記念アルバム『As Yggdrasil Trembles』をリリース。
2012年、アルバム『Odalheim』をリリース。
2015年、アルバム『Dawn of the Nine』をリリース。
2018年5月、新たにナパーム・レコードに移籍したことを発表した。

## メンバー

### 現在のメンバー
- ジョニー・ヘッドルンド (Johnny Hedlund) – ボーカル、ベース （1989年- ）
- フレドリック・フォルケ (Fredrik Folkare) – リードギター （1997年- ）
ネクロフォビックでも活動していた。
- トーマス・モースガード (Tomas "Måsgard" Olsson) – リズムギター （1990年- ）
- アンダース・シュルツ (Anders Schultz) – ドラム （1989年- ）

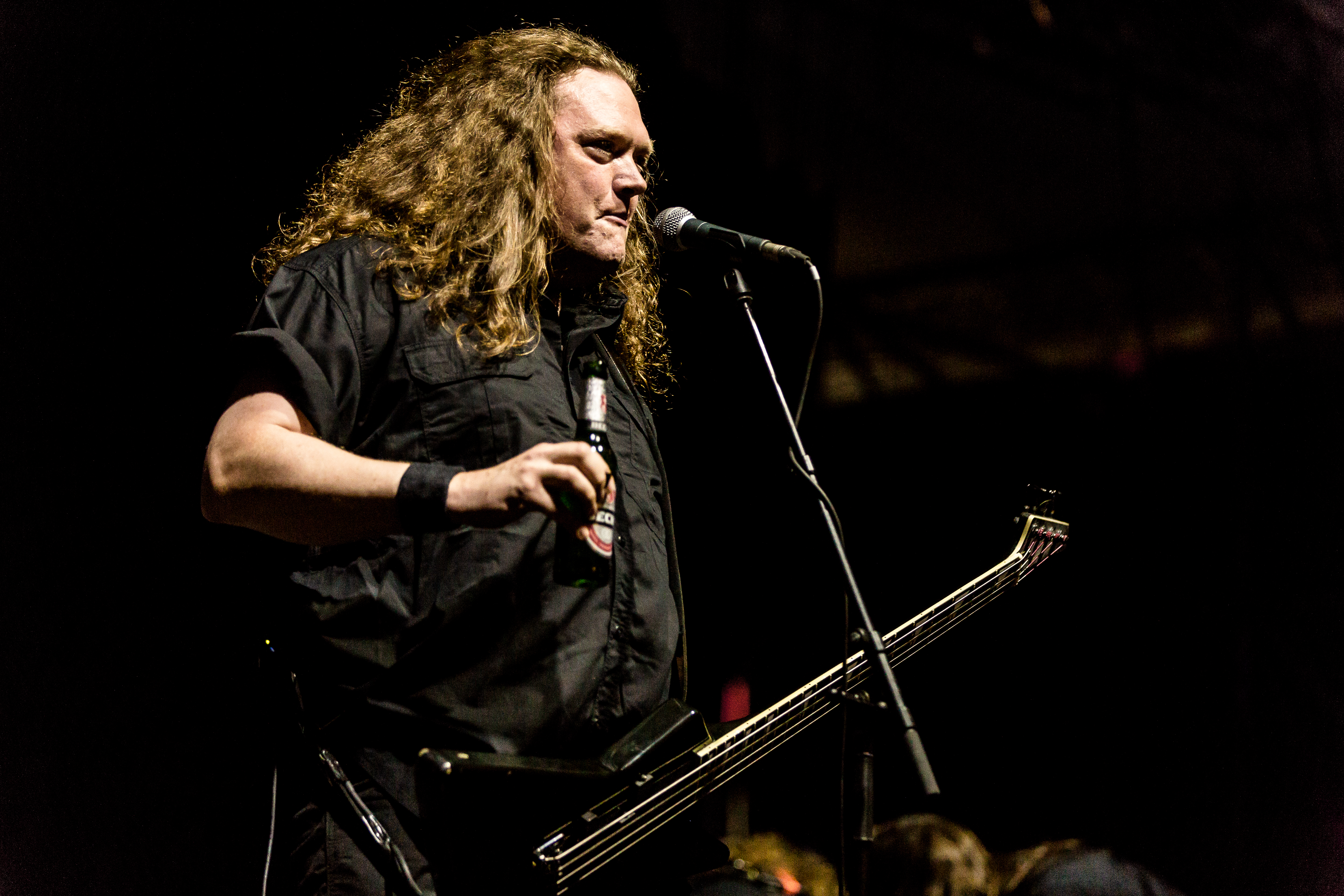
ジョニー・ヘッドルンド(Vo/B) 2018年
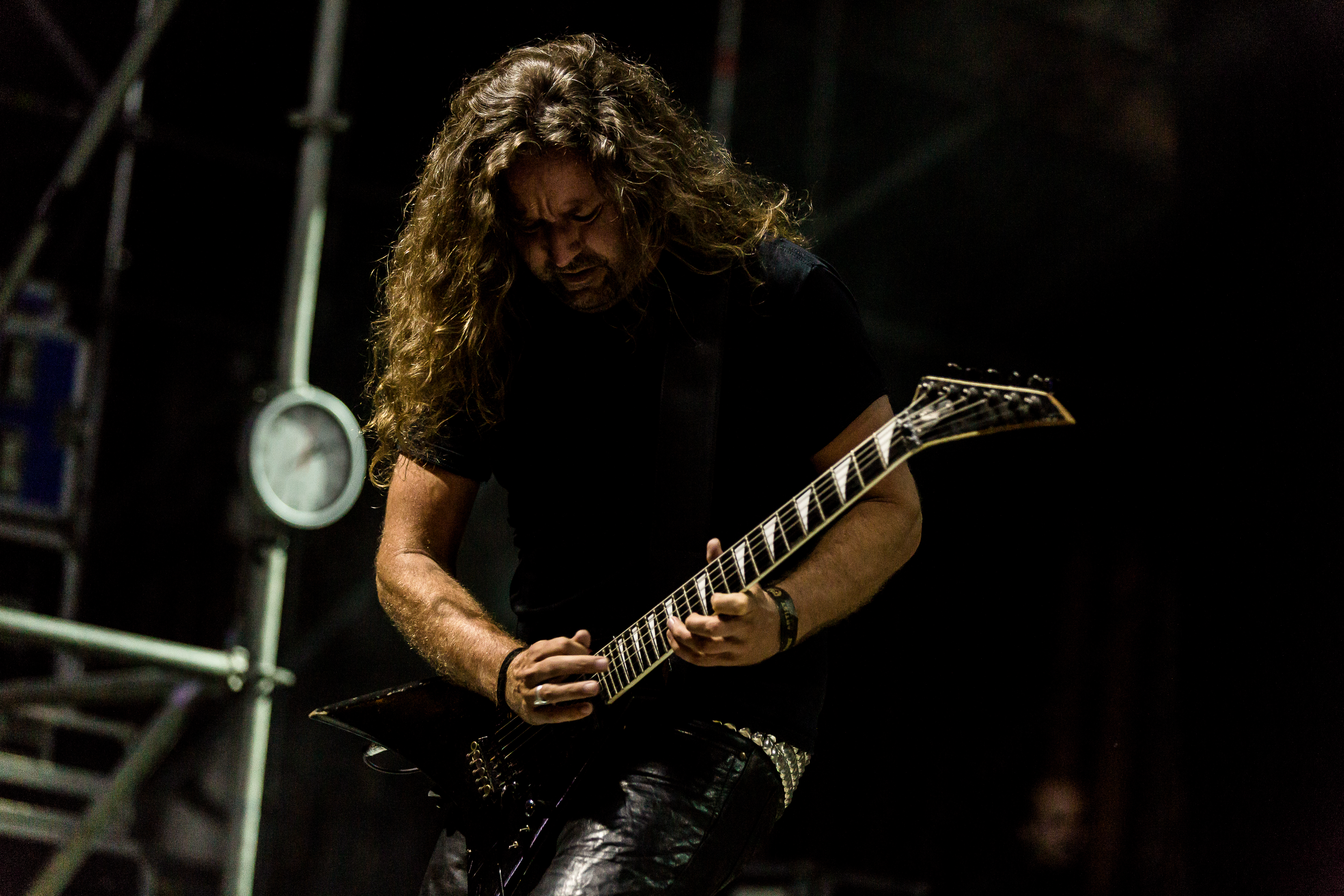
フレドリック・フォルケ(G) 2018年
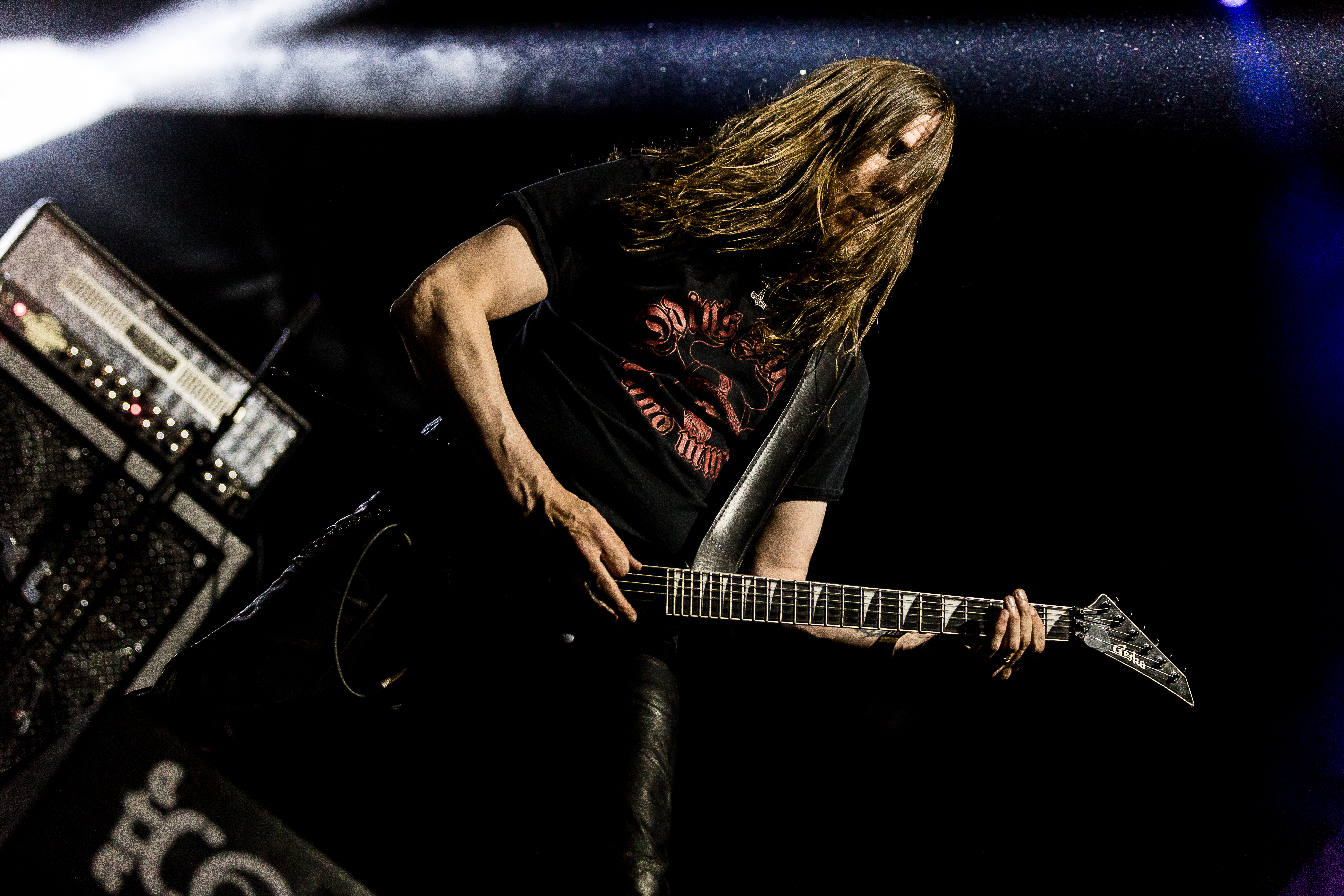
トーマス・モースガード(G) 2018年
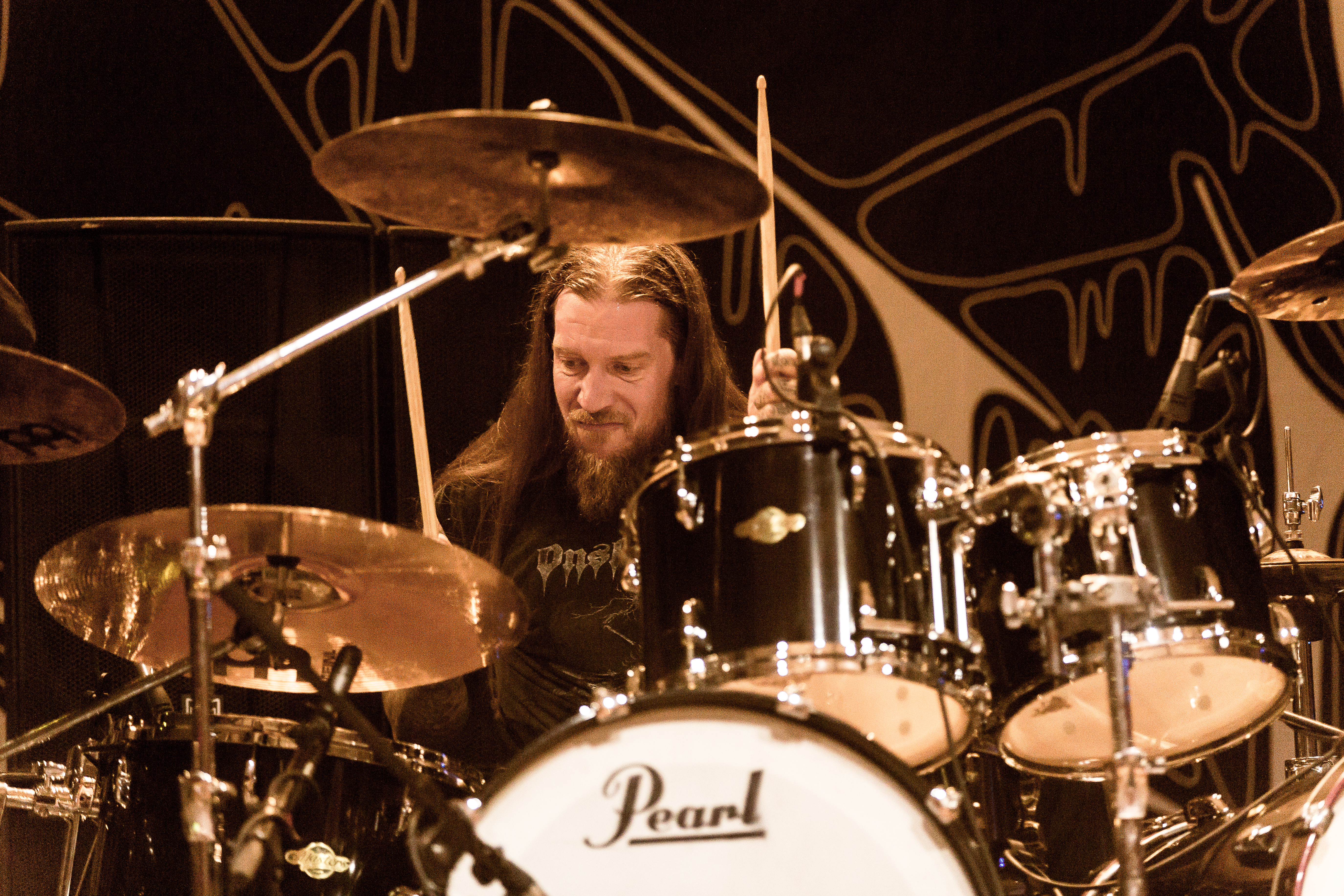
アンダース・シュルツ(Ds) 2018年

### 旧メンバー
- フレドリック・リンドグレン (Fredrik Lindgren) - ギター (1989年-1995年)
- ロベルト・センネバック (Robert Sennebäck) - ボーカル、ギター (1989年-1990年)

## ディスコグラフィ

### スタジオ・アルバム
- ...And the Laughter Has Died (1991年) ※EP
- Where No Life Dwells (1991年)
- Shadows in the Deep (1992年)
- Across the Open Sea (1993年)
- Victory (1995年)
- Warrior (1997年)
- Hell's Unleashed (2002年)
- Sworn Allegiance (2004年)
- Midvinterblot (2006年)
- Hammer Battalion (2008年)
- As Yggdrasil Trembles (2010年)
- Odalheim (2012年)
- Dawn of the Nine (2015年)

### ライブ・アルバム
- Live in Vienna '93 (1993年)
- Eastern Blood Hail to Poland (1996年)

### コンピレーション
- ...And the Laughter Has Died (1991年)
- Viking Raids (The Best Of 1991-2004) (2008年)
- ...And We Shall Triumph in Victory (2003年) ※ボックスセット
- Immortal Glory (The Complete Century Media Years) (2008年) ※ボックスセット